# Стул

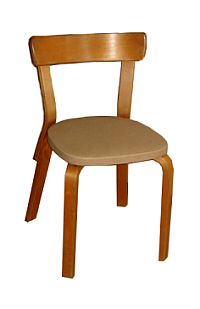
Стул гнутовыклейный

Стул — предмет мебели для сидения одного человека, с опорой для спины (в отличие от табурета), с подлокотниками или без них.
Разграничение между стулом и креслом — комфортабельность изделия, рабочее кресло при этом может вовсе не отличаться от рабочего стула.
В то же время кресло может рассматриваться как род стула.
Стулья — самый распространённый и массовый вид мебели, существует множество видов, моделей и фасонов стульев. Возможно, стул больше всех других предметов мебели подвержен влиянию моды.
Изобретателями стула как сиденья со спинкой, по-видимому, являются древние египтяне, самые древние нарисованные и найденные стулья относятся к третьему тысячелетию до н. э.
Основные части стула — сиденье, спинка и ножки.
Традиционно стул имеет четыре ножки, отдельные или связанные попарно в конструкции типа «ножницы» (Х-образная конструкция). Количество ножек может варьироваться, существуют модели стульев без отдельных ножек — например, консольный стул.
Спинка стула конструкционно может быть продолжением задних ножек (цельные задние ножки) или же представлять собой отдельный элемент, быть сплошной, сквозной или наборной.
Стулья могут быть и жёсткими, и мягкими; по материалу и способу изготовления стулья бывают столярные (из цельнодеревянных элементов), гнутые (из древесины лиственных пород), клееные (из шпона), плетёные (из ивовых прутьев), металлические, пластиковые и смешанные.

## Этимология
Слово «стул» считается древнерусским заимствованием из германских языков, ср., например, крымско-готский stul, древнеисландск. stóll или нем. Stuhl.
Столяр, изготовлявший стулья, именовался на Руси «стульник» или «стульщик».

## История

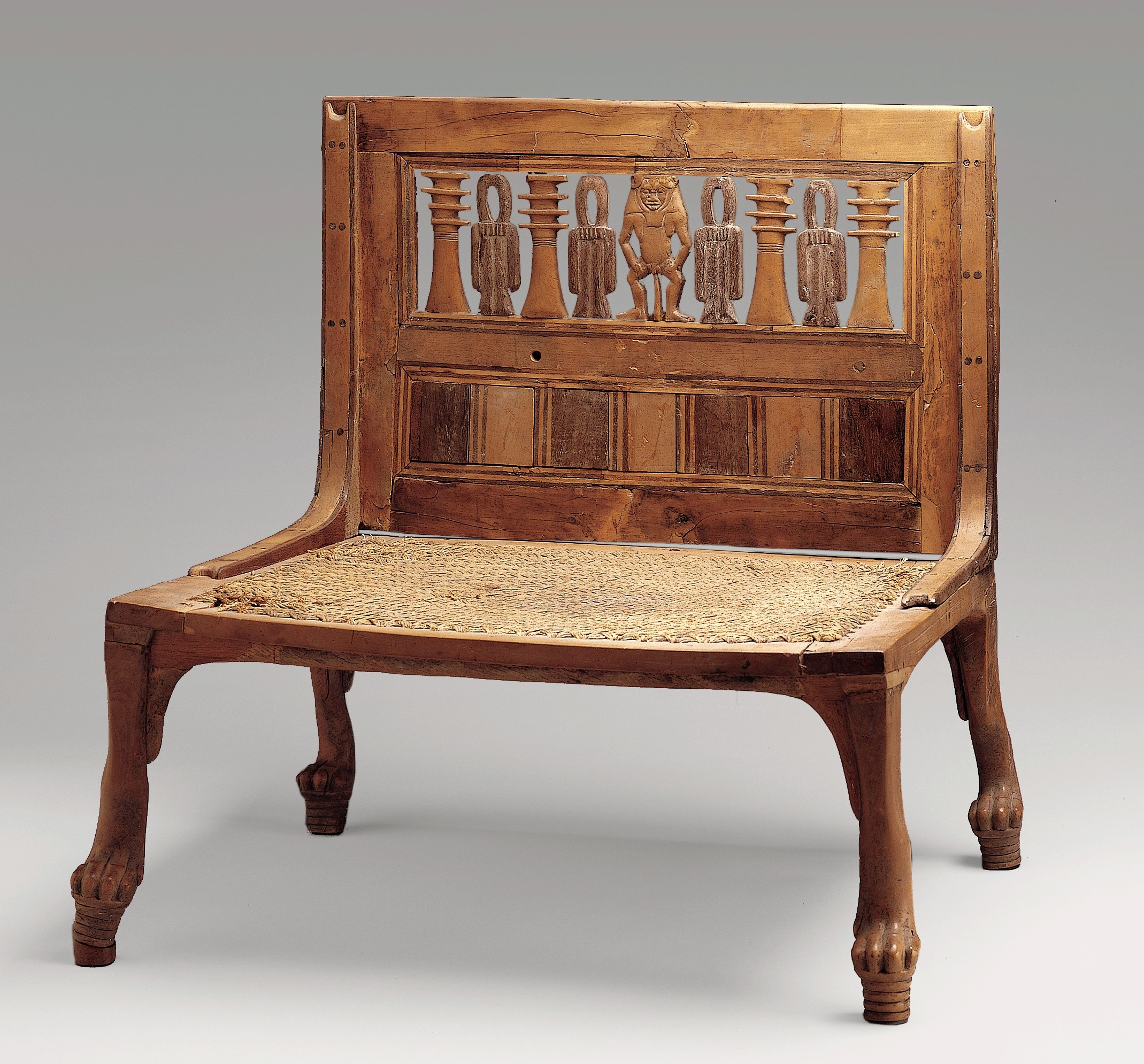
Египетский стул XV века до н. э.; самшит, кипарис, чёрное дерево и льняной шнур; высота: 53 см; Метрополитен-музей (Нью-Йорк)

Возможно, изобретателями стула как сиденья со спинкой являются древние египтяне.
Самые древние найденные стулья относятся к III династии Древнего Египта (3-е тысячелетие до н.э).
Древнейшие и самые простые по устройству стулья в Древнем Египте были массивными, кубической формы, позднее, под влиянием отношений с Ближней Азией, стали использоваться стулья более сложных форм, с фигурными ножками и подушками, а также складные стулья с кожаными сиденьями и металлические табуреты.
Древнейшие найденные рисунки стула относятся ко временам II династии, и на них можно видеть простые стулья с прямыми ножками и спинкой и подушкой для смягчения сидения.
Распространены были стулья и табуреты с крестообразно (по типу ножниц) устроенными ножками.
У ассирийских стульев отмечается изменение форм от замысловатых (округлённых и изогнутых очертаний, ножек в виде ноги животного) к более простым формам — прямоугольному соединению прямых ножек с сиденьем. При этом стулья и тронные стулья, как и другая ассирийская мебель, богато украшались резьбой, накладками из бронзы и драгоценных металлов, покрывались коврами. В домах простых людей чаще использовались складные стулья, их тоже, хотя бы иногда, покрывали коврами.
После распространения на Древнем Востоке обычая возлежать за трапезой обычай есть за столом, сидя на стульях, скамьях, креслах и т. п. не исчез, поэтому стулья повсеместно остались в обиходе.

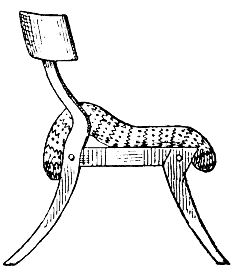
Древнегреческий стул — клисмос

В древней Греции архаического и классического периода стулья, кресла и табуреты полностью походили на ассирийскую, египетскую и другую древневосточную мебель. Стулья могли не только покрываться шкурами или коврами, но и обиваться подушками. Вместе с высокими стульями использовались сделанные в том же стиле скамеечки для ног. Распространявшаяся в послегомеровской Греции мода возлежать за трапезой сделала стул и прочие виды сидений в большей степени мебелью женской половины дома (женщины и дети по-прежнему ели сидя).
В древнем Риме, как и в древней Греции поздних периодов, стул тоже был преимущественно женской мебелью; складные лёгкие стулья использовались в театрах, когда там не было скамей. Существовали сиденья самых разных форм — как со спинкой без ручек или со спинкой и с ручками, так и с ручками без спинки; основа стула могла быть выполнена в форме ящика или цилиндра.
Массово изготовлялись стулья, плетёные из ивовых прутьев.
Сиденья средневековой Европы в основном копируют римские образцы, но тронная мебель иногда имеет индийское или восточноазиатское влияние. С XII века появляются новые виды стульев — большие круглые или многоугольные, со спинкой, обхватывающей сиденье почти со всех сторон (для шестиугольного сиденья — с трёх или даже пяти сторон). Пустота между ножками часто прикрывалась, иногда под сиденье помещались фигуры зверей.
Несмотря на существование различных видов стульев, кресел и табуретов, до XVI века для сидения регулярно использовались сундуки.
В XV веке были изобретены стулья с поворачивающимся сиденьем, а также стулья на колёсиках. В XVI веке в Европе для дешёвой мебели стали использоваться сиденья и спинки из камыша, простые кресла и стулья получили большее распространение, вытеснив скамьи и сундуки в качестве основной комнатной мебели.
В средневековой Европе конструкция стула для торжественных случаев дополнялась балдахином; итальянская версия крестообразного стула с балдахином известна как стул Савонаролы.

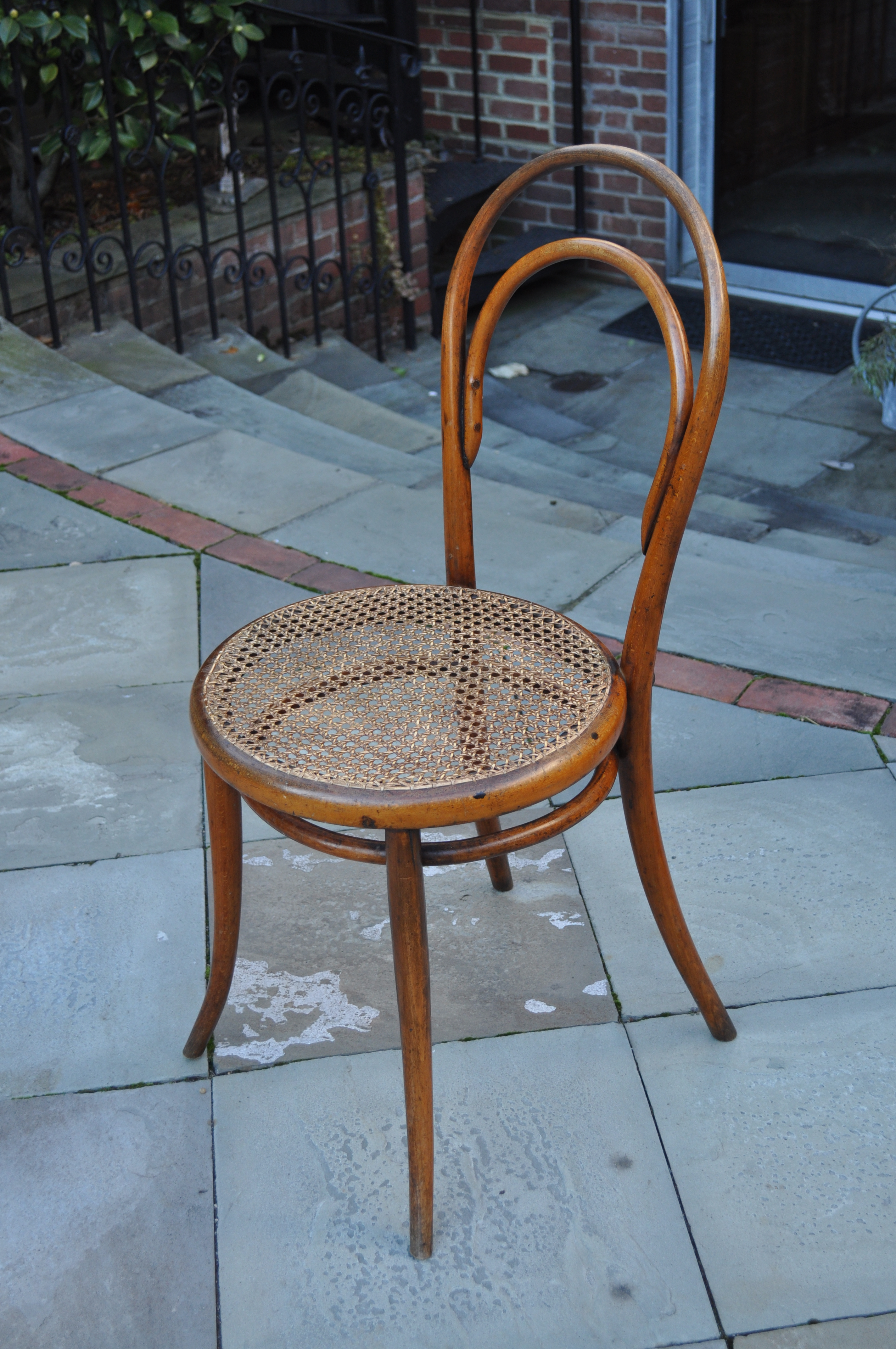
Венский стул Тонета

В XVII веке в Голландии изготавливались стулья крестообразной конструкции в качестве повседневного сиденья; в Англии, Франции и Германии такие стулья использовались в основном для церемоний.
В это время в Англии стулья с обивкой вытесняют более простые деревянные стулья в домах аристократии; наиболее распространены были стулья с обивкой в стиле «фартингейл», имевшие промежуток между спинкой и сиденьем, так что женщины, носившие юбку с фижмами из китового уса, могли разместиться на таком стуле. Стул становится показателем статуса, самый большой стул в доме был предназначен для главы семьи.
В XVIII веке в Англии получили широкое распространение «виндзорские стулья» — тип сельской мебели с прямыми простыми точёными ножками и спинкой, набранной из тонких точёных прутьев.
В середине XIX века венский мебельщик Михаил Тонет приспособил к фабричному производству технику гнутья древесины под паром, применявшуюся раньше при изготовлении «виндзорского стула» (крестьянского кресла Англии XVIII века). Высокая прочность и конструктивность внешнего облика новой «венской мебели» вместе с технологичным и дешёвым способом производства привели к тому, что «венский стул» («стул для бистро») стал одним из самых успешных массовых продуктов в истории промышленного производства. К 1930 году было продано более 50 млн венских стульев.

### В России
До конца XVII века стулья, как и кресла, были мало распространены в России. К этому времени традиционные скамьи в приёмных комнатах царского дворца были заменены на ряд стоящих у стены стульев, что было одним из первых шагов к общей европеизации русского интерьера. В петровское время стул стал распространённым предметом мебели, при этом он перестал восприниматься как почётная мебель, которая должна иметь надлежащее и неизменное место в помещении.
К середине XVIII века в России мебель для сидения не отличалась разнообразием, в целом всё ещё ощущался недостаток мебели для жилых помещений. Всё ещё широко использовались формы начала века («петровского барокко»), в частности, дубовые стулья с высокими спинками.

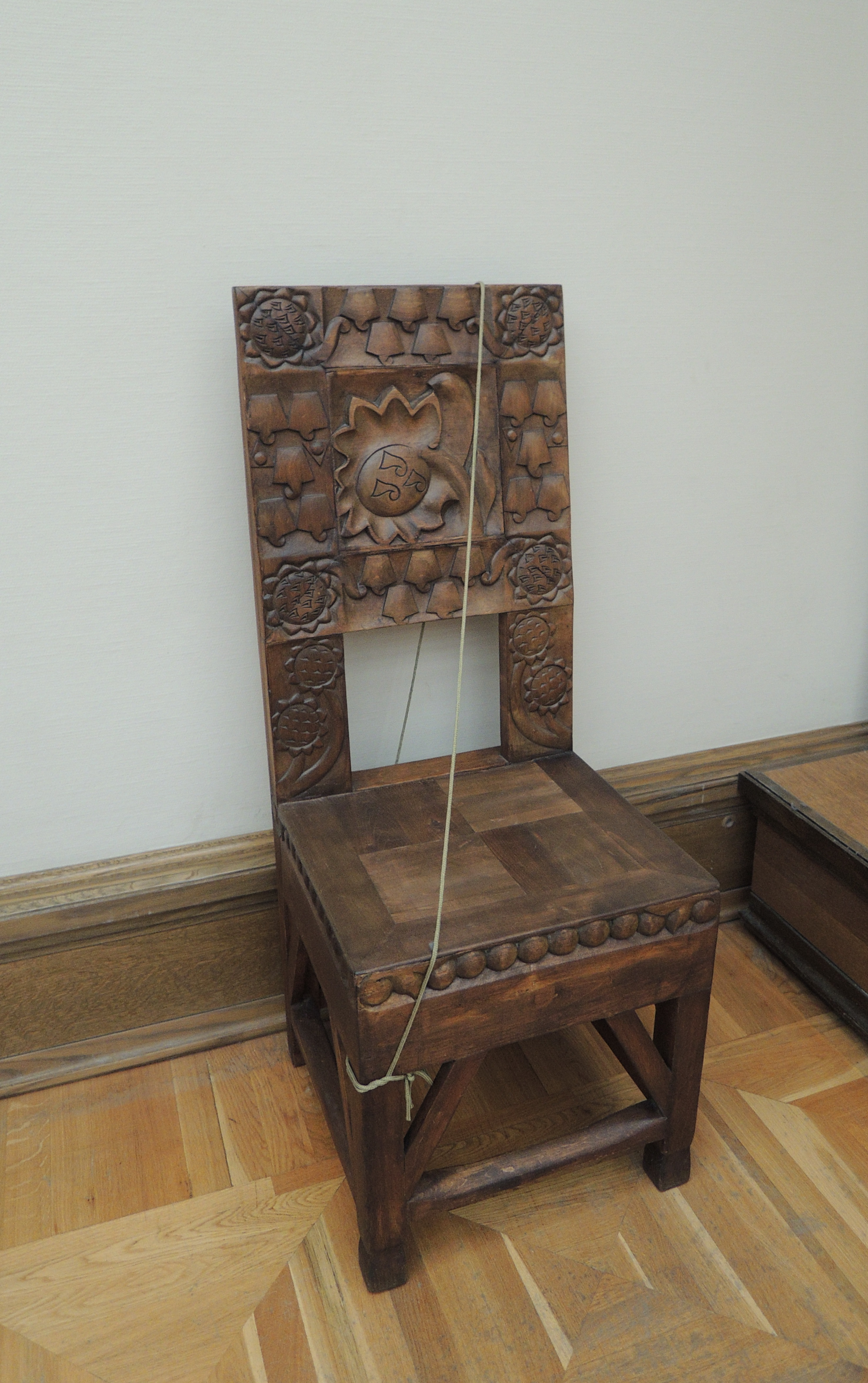
Неорусский стул, Третьяковская галерея (Москва)

В начале XIX века, с отходом от классицизма, стул снова отодвигается от стены и вид на стул сбоку становится не менее важен, чем вид спереди. Архитектор В. П. Стасов (1769—1848) в конце 1810-х изобрёл новую конструкцию стула и кресла с выразительным профилем — так называемую «боковую раму». При такой конструкции передняя и задняя ножки и стойки спинки образуют единую боковую раму, две такие рамы соединялись между собой двумя поперечными брусками, а стойки спинки — поперечной плоскостью; боковины облицовывались шпоном так, что создавалось впечатление цельного куска дерева. Для таких стульев использовалось вкладное сиденье в форме трапеции. Конструкция создавала интересный силуэт и при этом была настолько проста в изготовлении, прочна и удобна, что стулья и кресла с боковой рамой стали излюбленной и почти единственной формой на тридцать лет — и в дворянских и в купеческих домах.
В XIX веке для обивки стульев впервые начинают использовать ситец.
В середине века для увеличивающегося городского населения требовалось огромное количество стульев, распространяется фабричное производство мебели, появляются специализированные магазины, где можно, не обращаясь к мастеру, выбрать готовый стул или подобрать к каркасу стула спинку из имеющихся деталей.
В последней трети XIX века стала популярна мебель в русском стиле. Стулья для столовой в этом стиле были тяжёлые, с прямоугольными формами, украшались резьбой, для обивки использовались кожа и парча. Фактически, желание подражать народным формам при отсутствии в древнерусской и народной мебели не только стульев, но и в целом передвижных предметов, привели к тому, что кресла и стулья «à la russe» по форме были аналогичны европейской мебели позднего Возрождения или раннего барокко, и только украшавшая стулья резьба действительно черпала вдохновение в узорах народных вышивок и орнаментов.
В конце XIX популярностью пользуется мебель П. Гамбса, близкая к формам рококо. Стулья Гамбса с мягкими стёгаными спинками отличались комфортабельностью.

## Конструкция

Стулья с подлокотниками

Основные части стула — сиденье, спинка (прислон, щит) и ножки.
Вспомогательные детали — царги (элементы, скрепляющие ножки стула под сиденьем, могут служить также опорой для сиденья), проножки — элементы, соединяющие ножки мебели в нижней части, бобышки (угольники). Часть спинки, на которую сидящий непосредственно опирается спиной, называется подспинкой.
Традиционно стул имеет четыре ножки, отдельные или связанные попарно в конструкции типа «ножницы» (Х-образная конструкция). Количество ножек может варьировать, существуют модели стульев без отдельных ножек — например, консольный стул.
Ножки, царги и проножки вместе составляют каркас стула.
Спинка стула конструкционно может быть продолжением задних ножек или же представлять собой отдельный элемент.
Она может быть сплошной, сквозной или наборной (реечной).
Основные параметры стула — общая высота (по спинке) и высота, ширина и глубина сиденья.
Высота сиденья стула определяется удобством использования в соотношении с высотой стола.
По жёсткости стулья могут относиться к любой из категорий мебели — жёсткой, полужёсткой, полумягкой и мягкой, спинка может быть той же жёсткости, что и сиденье, или более жёсткой.
Фасон стульев определяется, прежде всего, высотой, конструкцией и формой спинки, а также конструкцией сиденья, формой ножек и др.
По основному материалу и способу изготовления выделяют стулья столярные (детали выпиливаются из цельного массива хвойных или твердых лиственных пород дерева), гнутые, или гнутарные (из древесины лиственных пород, гнутой под паром), плетёные (из ивовых прутьев, а также ротанга, тростника, соломки, лиан), металлические (в том числе комбинированные по материалу). Российский классификатор продукции выделяет также стулья клееные (гнуто-клееные, по технологии гнутых стульев, но для удешевления прутья из цельной древесины заменяются на гнутый шпон) и смешанной конструкции, и отдельные категории по назначению — детские стулья и стулья для пианино. Кроме того, стулья могут изготовляться литьем (формовкой) из пластика или стекла, клееные стулья, помимо гнуто-клееных, могут быть плосковыклейными — с рамами на основе фанеры.
К плетёным стульям относят также палочные — из палок и других материалов.
Материал и конструкция стульев влияют на их применение.
Пластиковые стулья легкие и часто имеют конструкцию, позволяющую «нанизывать» один стул на другой, экономя место. Это делает их хорошо подходящими для организации массовых мероприятий вне постоянных помещений.
Плетёные стулья часто рассматриваются в качестве «деревенской» мебели.

### Особенности конструкции

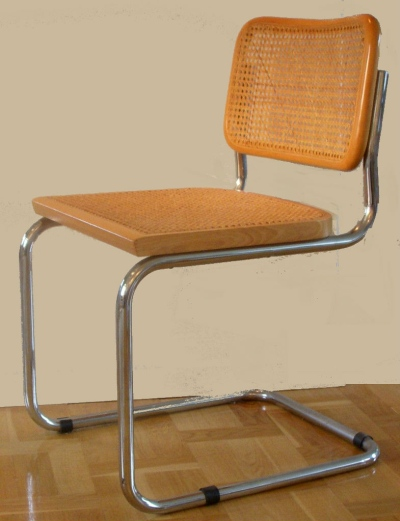
Консольный стул

Ножки. Для большей устойчивости стула передние ножки обычно отстоят одна от другой на большее расстояние, чем задние, а задние ножки внизу отклоняются назад.
Царги. Царги обычно ставят с четырёх сторон, но существуют конструкции стула, использующие только боковые царги.
У таких стульев отсутствующие царги заменяются общей коробкой, образующей сиденье.
Сиденья. Сиденья бывают безрамочными (щитовыми, из цельной доски, древесностружечных плит, толстой фанеры) и рамочными (особенно для гибких или эластичных оснований), по способу установки — прямыми и со скосом к спинке, накладными (накладываемыми на царги) и вкладными, возможен и смешанный тип.
По конструкции: рамочные или щитовые — с элементами из отдельных досок.
По форме сиденья бывают круглые, подковообразные и трапециевидные, плоские, выпуклые и вогнутые.
Спинки. Спинки стульев могут быть плоскими и изогнутыми по форме, обычными или укороченными по высоте (поясничная спинка). Они бывают сплошными, сквозными и реечными (из набора брусков, образующих решетку, раму или опорную плоскость). У стульев без сплошной спинки промежуток между спинкой и сиденьем может быть заполнен декоративным элементом. Чтобы стул был удобен, спинка его должна иметь достаточный наклон назад.
Проножки. Проножки могут быть высокими и низкими.
Высокая проножка располагается в плоскости передних ножек, низкая же заглубляется по крайней мере на 180 мм от плоскости передних ножек для того, чтобы сидящий на стуле не сломал проножку ногами.
Обычно между задними ножками проножку не ставят, так как спинка сама по себе создает достаточно жёсткую конструкцию.
Как показали испытания, проведенные в ВПКТИМ, отсутствие проножек снижает прочность стула наполовину (на 50 %), поэтому стулья без проножек делают с более толстыми ножками и с более широкими царгами.
Возможно вместо продольных и поперечных проножек использовать крестообразную конструкцию.
Столярные стулья. Для столярных стульев чаще используется древесина твердых лиственных пород. Стулья из древесины хвойных, менее прочных, пород получаются более громоздкими.
Столярные стулья, у которых задние ножки переходят в спинку, называются стульями с цельными задними ножками, столярные стулья, у которых задние ножки и вертикальные бруски спинок состоят из разных деталей, иногда называют стульями с подсадными задними ножками.
Детали столярных стульев соединяются главным образом при помощи шипов и клея.
Гнутые стулья. Конструкция гнутой мебели проще, чем столярной. Гнутые стулья не имеют острых углов, используются в основном детали с круглым сечением, выгнутые по заданному профилю.
У гнутых стульев, как правило, задние ножки переходят в спинку. Царги и проножки гнутые. Царги изготовляют из одной замкнутой детали, согнутой в кольцо или в трапецию или в какую-либо другую форму, или из двух деталей: передней царги и подковообразной царги, которая заменяет две боковые царги и заднюю царгу. Проножки также могут быть замкнутыми в кольцо или подковообразными. Более прочны стулья с гнутыми проножками в виде подков, крепящимися двумя крайними шурупами к ножкам, а третьим центральным шурупом — к царге. Ещё более прочны стулья, у которых есть два гнутых кронштейна, крепящихся двумя шурупами: одним — к задней ножке выше сиденья, а вторым — к боковой царге. Сиденья изготовляют слегка вогнутыми, из фанеры толщиной 4-5 мм. Детали гнутых стульев соединяются главным образом при помощи шурупов и двух глухарей.
Выклейные и гнутовыклейные стулья. У гнутовыклейных стульев выклейными могут быть как основные элементы по отдельности, так и их блок из спинки вместе с сиденьем, выполненных в виде единого элемента.
Плосковыклейные стулья. У плосковыклейных стульев схожим образом выклейными могут быть как основные элементы по отдельности, так и их блоки из пары ножек, образующих боковину.

### Жёсткость

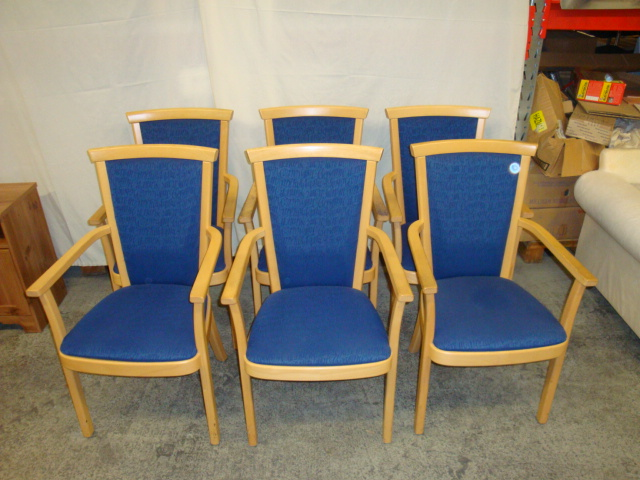

Жёсткость сиденья определяется его конструкцией.
Жёсткое сиденье обычно изготовляется из древесины (из фанеры, досок, или цельное). Удобство жёсткого сиденья достигается слегка вогнутой в середине формой.
Полужёсткое сиденье изготавливается наложением небольшого слоя набивки (5 — 7 мм) на жёсткое сиденье. Набивка закрывается обивочным материалом — тканью, кожей, клеёнкой или кожезаменителем. Для набивки используют конский волос, пеньку, морские водоросли, вату и другие материалы.
К полужёстким относятся также плетёные сиденья из камыша, тканой тесьмы, полос кожи и т. п.
Полумягкое сиденье изготавливается наложением слоя набивки толщиной 40—60 мм на жёсткое или плетёное из тканой тесьмы основание. Набивка покрывается тканью или кожей.
Мягкое сиденье изготавливается с применением в качестве набивки микропористой резины или поролона толщиной 50-100 мм, или же установлением между основой и слоем набивки системы пружин.
Наиболее распространены стулья с жёсткими и полужёсткими сиденьями и спинками.

### Характеристики
Одно из основных требований к стульям — прочность. Учитывая, что стулья работают в наиболее тяжёлых условиях по сравнению с другими видами мебели, а конструкция их состоит главным образом из деталей довольно малого сечения, соответствие конструкции стула требованиям прочности необходимо подтверждать лабораторными испытаниями.
Новые конструкции стульев перед запуском их в производство проходят испытания на долговечность, которое в соответствии с ГОСТом проводят на специальном стенде с циклической нагрузкой.

## Виды стульев

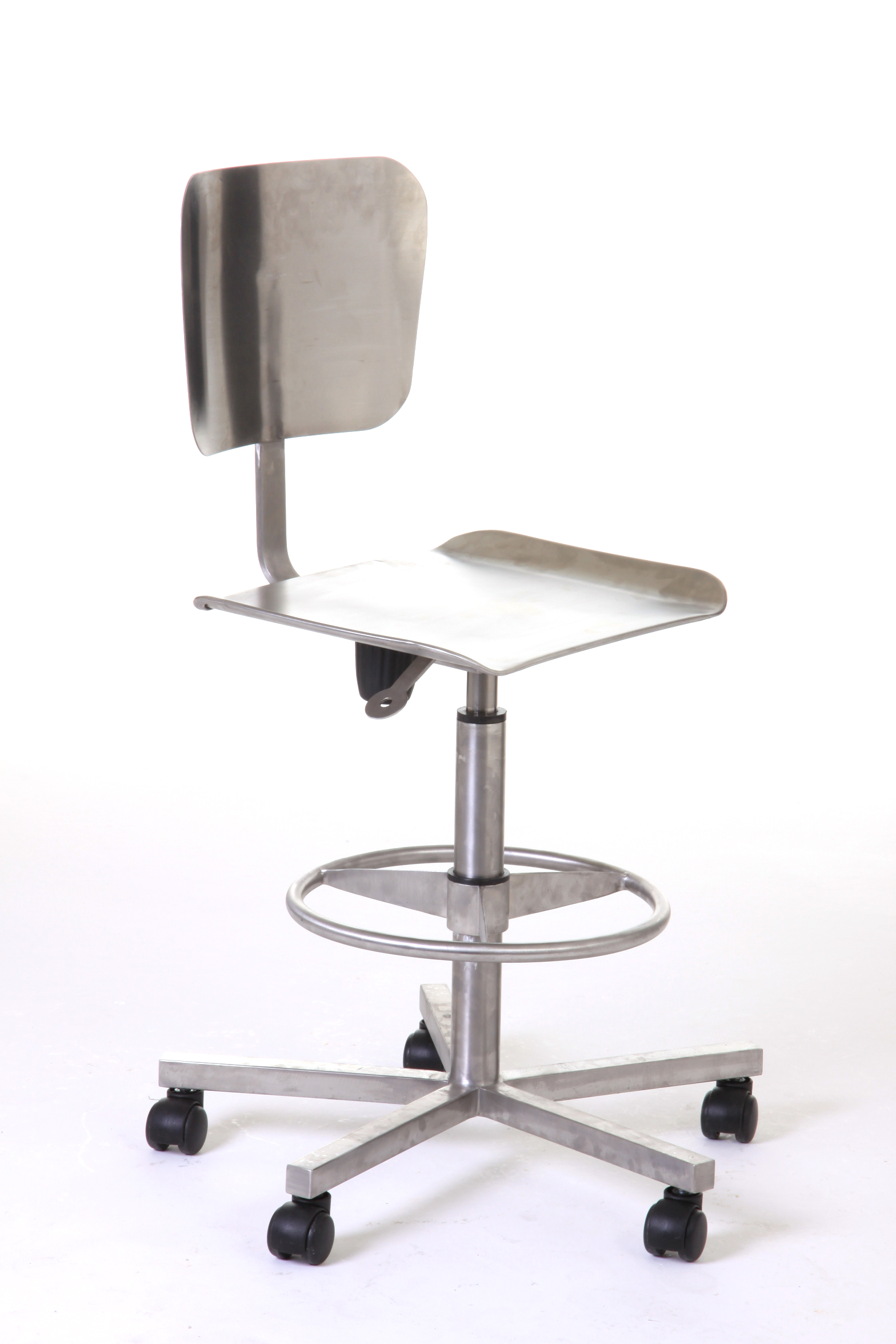
Металлический лабораторный стул

Складной деревянный стул

### По назначению
- Компьютерный стул (рабочий стул) — эргономичный стул для длительной работы на компьютере, чаще всего оснащён колёсиками для перемещения по помещению и газлифтом для регулировки высоты.
- Барный стул — стул на высоких ножках, используется для сидения за барной стойкой, традиционно на ножках устраивается специальная поперечная планка для ног[52][53].
- Детский стул[41]
- Вращающийся стул для пианино[41]

### По конструкции
- Стул столярный — стул приблизительно одинаковой устоявшейся конструкции.
- Стул-седло — эргономичный стул, напоминающий по форме седло. Поддерживает ровную осанку[54].
- Консольный стул — стул на замкнутой раме, выглядящей, как две соединенные под стулом ножки. Сиденье при этом закреплено только с одной стороны как консоль. Такие стулья часто делаются на гибкой раме, так что сиденье такого стула пружинит. Рама чаще всего делается из металлических трубок, но может быть и деревянной. Название этого стула в русском не закрепилось, используются названия «консольный стул», кантилевер, «балансирующий стул», «стул без задних ножек». Изобретён в 20-е годы XX века после появления технологий, позволивших гнуть стальные трубки; на изобретение претендуют несколько дизайнеров[55].

### По стилю
- Венский стул («стул для бистро», гнутый) — стул из гнутой под паром древесины, предложенный в середине 19 века мебельной фабрикой Михаэля Тонета, один из самых успешных массовых продуктов в истории промышленного производства[32][56][57].
- Стул-клисмос — стул древнегреческого стиля с выгнутой спинкой и саблевидными ножками[58].

## Стулья в культуре

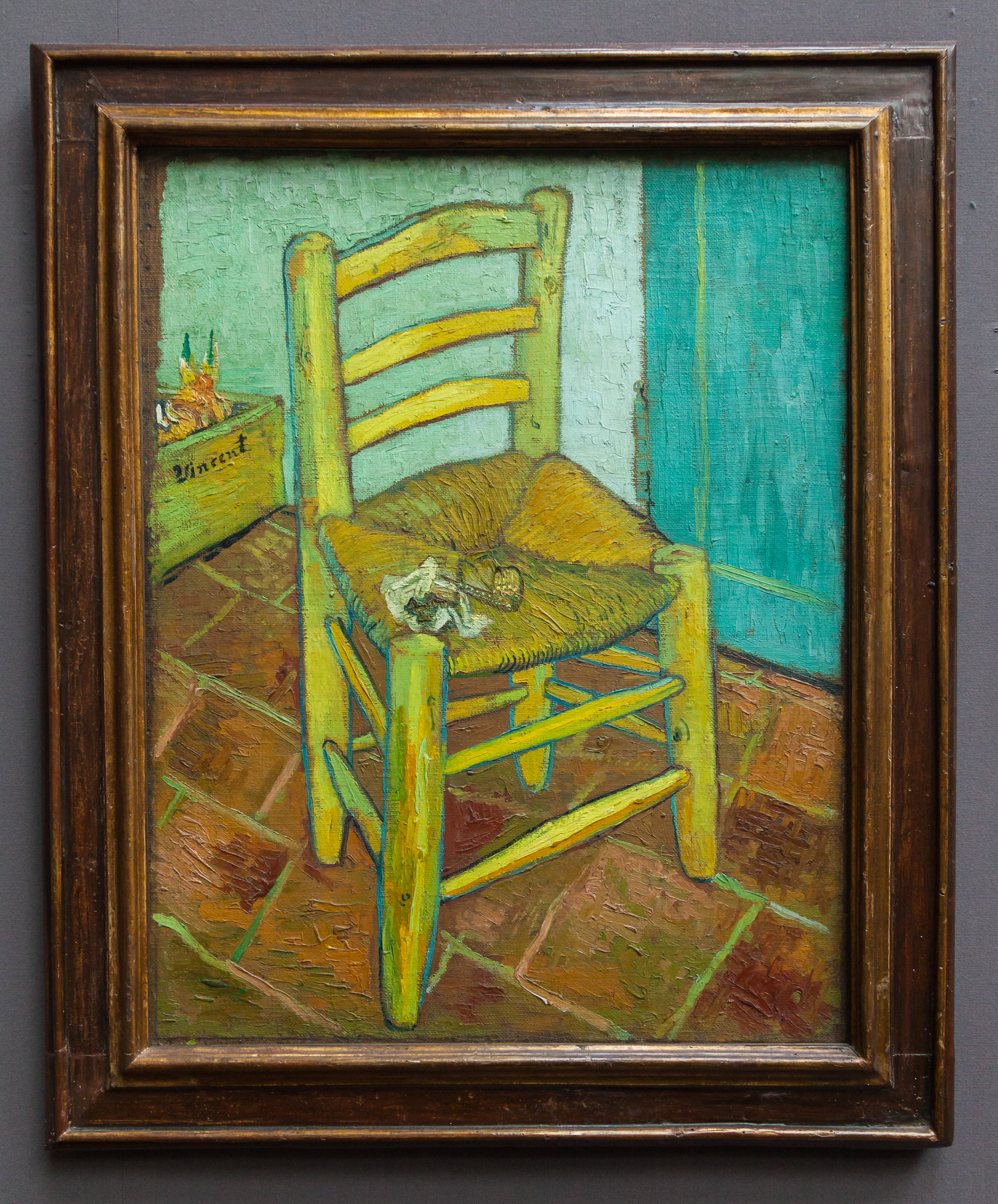
Ван Гог, Стул Винсента с трубкой

- «Стул Винсента с трубкой», находящийся в Лондонской национальной галерее, написан Ван Гогом в последней четверти 1888 года в Арле в паре с «Креслом Гогена».
- Двенадцать стульев — многократно экранизированный роман И. Ильфа и Е. Петрова. В основе сюжета поиски гарнитура стульев, выполненного потомками знаменитого мебельщика Гамбса.
- «Посвящается стулу» — стихотворение И. Бродского 1987 года:

Что знаем мы о стуле, окромя,

того, что было сказано в пылу

полемики? — что всеми четырьмя

стоит он, точно стол ваш, на полу?

Но стол есть плоскость, режущая грудь.

А стул ваш вертикальностью берёт.
- Один и три стула — инсталляция Джозефа Кошута (1965).